# Fiorello!
Fiorello! és un musical sobre l'alcalde de Nova York Fiorello H. LaGuardia, una reformador republicà, que va estrenar-se a Broadway el 1959 i que explica la història de com LaGuardia va assumir la màquina política de Tammany Hall. El llibret és de Jerome Weidman i George Abbott, extret substancialment del llibre de 1955 Life with Fiorello d'Ernest Cuneo, amb lletres de Sheldon Harnick i música de Jerry Bock. És un dels deu musicals que ha guanyat el premi Pulitzer de teatre.

## Produccions
Fiorello! es va estrenar a Broadway al Broadhurst Theatre el 23 de novembre de 1959, es va traslladar al The Broadway Theatre el 9 de maig de 1961 i va tancar el 28 d'octubre de 1961, després de 795 representacions. Va ser dirigida per George Abbott, amb coreografies de Peter Gennaro. Tom Bosley va originar el paper principal al costat de Howard Da Silva com el cap republicà de la màquina Ben Marino. El repartiment va comptar amb Ellen Hanley com a Thea, Pat Stanley com a Dora, Patricia Wilson com a Marie, Nathaniel Frey com a Morris i Bob Holiday, com a Neil.
La producció de 1962 es va obrir al New York City Center el 13 de juny i es va tancar després de 16 representacions, el 24 de juny de 1962. L'espectacle va ser dirigit per Jean Dalrymple, escenificat per Dania Krupska, coreografia de Kevin Carlisle, escenografia i disseny d'il·luminació de William i Jean Eckart, supervisió de vestuari de Joseph Codori, dirigida musicalment per Jay Blackton i premsa de Lilliam Libman. El repartiment incloïa Sorrell Booke (Fiorello LaGuardia), Art Lund (Ben Marino), Lola Fisher (Thea), Dody Goodman (Dora), Barbara Williams (Marie), Paul Lipson (Morris), Richard France (Neil), Dort Clark (Floyd), i Helen Verbit (Mrs. Pomerantz). Al cor hi havia Rosalind Cash.
Una producció concertada de Fiorello! es va representar als primers cicles de concerts Encores! del New York City Center el febrer de 1994. Dirigit per Walter Bobbie, el repartiment va comptar amb Jerry Zaks com a LaGuardia, Philip Bosco com a Ben Marino, Faith Prince com a Marie i Elizabeth Futral com a Thea.
Per celebrar la vintena temporada dels Encores!, Fiorello! va ser presentat pels New York City Center Encores! com a concert escenificat el gener del 2013. Amb la direcció de Gary Griffin i la coreografia d’Alex Sanchez, el repartiment estava protagonitzat per Danny Rutigliano com a La Guardia, Shuler Hensley com a Marino, Erin Dilly com a Marie i Kate Baldwin com a Thea. La producció va incloure una nova cançó de Bock/Harnick durant el segon acte, com a part de la repetició de "The Name's La Guardia".
La producció del Berkshire Theatre Group (BTG) de Fiorello! es va estrenar a l'Off-Broadway al East 13th Street Theatre el 4 de setembre de 2016. Dirigit per Bob Moss, va rebre crítiques mixtes i es va estendre fins al 7 d'octubre. La producció de BTG es va publicar per primera vegada a The Unicorn Theatre a Stockbridge, Massachusetts, al juny i al juliol de 2016.

## Sinopsi
La història segueix la vida de Fiorello H. LaGuardia durant la Primera Guerra Mundial i deu anys després. Com a alcalde de la ciutat de Nova York, La Guardia reforma la política de la ciutat ajudant a acabar amb la tan presumida màquina política de Tammany Hall.
Acte I
L'alcalde Fiorello H. LaGuardia està llegint els còmics per ràdio perquè hi ha una vaga de diaris. Mentre ho fa, el temps canvia a 1915 i al despatx d'advocats on els clients esperen amb impaciència parlar amb LaGuardia. Els seus secretaris judicials asseguren a la multitud que ajudarà a tots i totes, independentment de la seva capacitat de pagament ("On the Side of the Angels"). La secretària de Fiorello, Marie i la seva amiga Dora, parlen d'una crisi. Thea Almerigatti, la líder de les vaguistes femenines, ha estat arrestada. LaGuardia promet ajudar els vaguistes. Mentre el líder del districte Ben i els seus amics polítics juguen al pòquer ("Politics and Poker"), Marie presenta LaGuardia com a potencial candidat al Congrés. Volen vèncer la corrupta màquina de Tammany Hall.
Mentre ajuda les dones vaguistes, ("Unfair") Fiorello demana a Marie per sopar, però arriba Thea, acabada de sortir de la presó. Ella demana a Fiorello que sopin per planificar l'estratègia, i ell trenca la cita amb Marie. Marie se sent insensata per preocupar-se mentre li importa tan poc ("Marie's Law").
L'any següent Fiorello fa campanya pel Congrés i Thea el presenta. Fiorello promet trencar el domini de Tammany Hall ("The Name's LaGuardia!"). LaGuardia guanya les eleccions ("The Bum Won"). Un any més, LaGuardia s'incorpora a la força aèria i proposa matrimoni a Thea. Ell i Marie s'acomiaden quan està a punt de marxar a la guerra ("Till Tomorrow"). La participació de LaGuardia a la guerra es presenta com una sèrie de muntatges, posats en escena i al cinema. Amb la guerra acabada, Fiorello torna a casa ("Home Again"), amb Marie i Thea esperant-lo. Va a Thea, que ha acceptat el matrimoni. Morris, el director de l'oficina, consola Marie.
Acte II
El 1929 LaGuardia presideix a l'alcaldia de Nova York, després que ell i Thea s'hagin casat. Thea, a casa després d'una visita al metge, exclama el seu amor ("When Did I Fall In Love"). A casa de Dora i el seu marit Floyd (que s'ha retirat de la policia), es reuneixen els patrocinadors corruptes de Jimmy Walker, el competidor per l'alcaldia de Fiorello. Com que una de les colles vol matar a Fiorello en el seu discurs públic, Dora es precipita a advertir secretament a Marie. Tanmateix, la campanya de Fiorello està en plena convulsió, amb Ben acomiadat i la seva preocupació pel deteriorament de la salut de Thea. En el discurs de LaGuardia, el pla de la banda per matar-lo queda frustrat. Però Thea mor, i Marie, Morris i Neil han de dir-ho a Fiorello. La carrera per l'alcaldia la guanya Jimmy Walker. Fiorello s'inspira en la tragèdia per continuar la seva campanya.
El 1933 Ben i els seus amics polítics tornen a jugar al pòquer ("Little Tin Box"). Marie arriba i anuncia que deixa la feina i es casarà amb "The Very Next Man" que li demana. Ella convenç Ben perquè torni a Fiorello per ajudar-lo a guanyar les properes eleccions a l'alcaldia. A continuació, ajuda Fiorello a superar els seus temors de perdre i tornar a córrer. Corre amb l'ajut de Ben i també demana a Marie que es casi amb ell. Ella accepta i Fiorello esdevé finalment l'alcalde.

## Cançons
| Acte I - "On the Side of the Angels" - Neil, Morris, i Dora - "Politics i Poker" - Ben, Polítics - "Unfair" - Fiorello, Dora, i Noies - "Marie's Law" - Marie i Morris - "The Name's LaGuardia" - Fiorello i Companyia - "The Bum Won" - Ben, Polítics - "I Love a Cop" - Dora - "I Love a Cop (reprise)" - Dora i Floyd - "Till Tomorrow" - Thea i Companyia - "Home Again" - Companyia | Acte II - "When Did I Fall in Love" - Thea - "Gentleman Jimmy" - Mitzi i Dancing Girls - "Gentleman Jimmy (reprise)" - Companyia - "Little Tin Box" - Ben, Polítics - "The Very Next Man" - Marie - "The Very Next Man (reprise)" - Marie - "Finale" - Companyia |

Una cançó addicional, "Where Do I Go from Here?" (originalment escrita per a que la cantés Marie a l'acte I) va ser tallat a les proves; una gravació totalment orquestada, cantada per l'actriu Liz Callaway, es pot escoltar a l'àlbum d'antologia Lost in Boston I (Varèse Sarabande VSD-5475). "Till Tomorrow" i "Unfair" es van escriure "específicament" abans que Bock i Harnick fossin contractats per al programa. S'ha afegit "Little Tin Box" a la carretera de Filadèlfia .

## Rerefons i anàlisi
El musical conté diverses cançons construïdes al voltant d'un grup de polítics. A "Politics and Poker", la maquinària política republicana intenta triar un candidat al Congrés en un districte que consideren desesperant, mentre juguen una partida de pòquer, i comparen la política amb el pòquer. La lírica està configurada per valsar el tempo "per subratllar la frivolitat del seu cinisme." A "The Bum Won", aquests mateixos polítics es comprometen entre ells després que LaGuardia hagi guanyat les eleccions sense el seu suport. A "Little Tin Box", s'imaginen una sèrie de polítics de Tammany que intenten explicar a un jutge que la seva riquesa provenia dels seus escrupolosos hàbits d'estalviar ("Puc veure que a sa Senyoria no li tira els cops de puny / i sembla una mica pesada, Ho reconec, / Però durant una setmana sencera vaig anar sense els meus dinars / I va anar pujant, senyor honor, a poc a poc. / Amunt, Senyoria, pas a pas. ")
A "I Love a Cop", una dona de la fàbrica descriu la seva desafortunada situació d'haver-se enamorat d'un policia que el seu sindicat va cridar contra una vaga; "The Name's La Guardia" té campanyes de LaGuardia en anglès, italià i jiddisch. També hi ha un número ragtime, "Gentleman Jimmy", sobre l'alcalde bon vivant James J. "Jimmy" Walker, i el còmic "Marie's Law", en què Marie proposa una "llei" sobre com els marits han de tractar les seves dones. ("Totes les noies tindran una lluna de mel, que durarà almenys un any, / Durant la qual esmentada lluna de mel, cada cura desapareixerà ...".)
A més de la invenció d'alguns personatges perifèrics, el musical canvia alguns fets bàsics de la vida de LaGuardia. La primera esposa de LaGuardia, Thea, va morir després de només tres anys de matrimoni, però la fictícia Thea viu vuit anys més, de manera que la seva mort pot ser una calamitat més durant la fallida campanya d'alcaldia de 1929 de LaGuardia; a més, el guió minimitza l'èxit de la carrera al congrés de LaGuardia per fer-lo semblar més foraster i augmentar el triomf de la seva eventual victòria a l'alcaldia el 1933.

## Resposta de la crítica
En la seva crítica per al The New York Times, Brooks Atkinson va escriure: "... És emocionant; és divertit i és decent ... Jerry Bock ha establert ... una partitura inflable ... [A] s l'escriptor de lletres, Sheldon Harnick es troba en un estat d'ànim indistintament humorístic ... [A] sota la invencible direcció escènica del senyor Abbott, tot l'espectacle cobra vida amb ganes ... [El] repartiment no podria ser més guanyador o en millor veu."
Louis Calta va escriure: "'Fiorello!' és l'últim èxit escènic de la ciutat ... l'atracció va obtenir elogis florits de tots els crítics dramàtics de Nova York "."

## Àlbum de repartiment original
La gravació original de Fiorello! va ser realitzada per Capitol Records el 29 de novembre de 1959, només sis dies després de l'obertura de l'espectacle, i es va publicar el 14 de desembre. L'àlbum va debutar a la llista de discos més venuts de Billboard l'11 de gener de 1960, va arribar al número 7 i va romandre a la llista durant 89 setmanes. Ha estat reeditat en CD dues vegades, primer per Capitol i després en una versió molt millorada del segell Broadway Angel d'EMI (CD #ZDM 7 65023-2).

## A la cultura popular
A la sèrie de televisió Mad Men, Don Draper i la seva dona Betty assisteixen a una funció de Fiorello! a l'episodi de la primera temporada Shoot.

## Premis i nominacions

### Producció original de Broadway
| Any  | Premi                    | Categoria                              | Nominat                  | Resultat  |
| ---- | ------------------------ | -------------------------------------- | ------------------------ | --------- |
| 1960 | Premi Tony               | Millor musical                         | Millor musical           | Guanyador |
| 1960 | Premi Tony               | Millor actor de repartiment de musical | Tom Bosley               | Guanyador |
| 1960 | Premi Tony               | Millor actor de repartiment de musical | Howard Da Silva          | Nominat   |
| 1960 | Premi Tony               | Millor direcció de musical             | George Abbott            | Guanyador |
| 1960 | Premi Tony               | Millor coreografia                     | Peter Gennaro            | Nominat   |
| 1960 | Premi Tony               | Millor director musical                | Hal Hastings             | Nominat   |
| 1960 | Premi Tony               | Millor escenografia                    | William i Jean Eckart    | Nominat   |
| 1960 | Premi Pulitzer de teatre | Premi Pulitzer de teatre               | Premi Pulitzer de teatre | Guanyador |